# Ionuț Micu

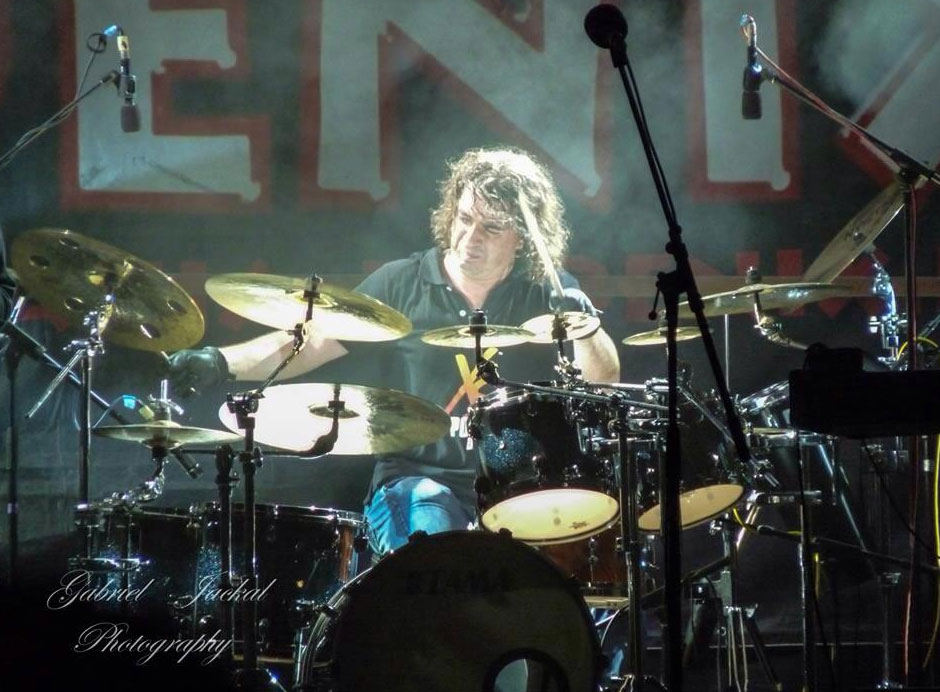
Ionuț Micu, Constanța, 2013, concert cu formația Phoenix

Ionuț „John” Micu (n. 6 septembrie 1978, Constanța) este un baterist român, ce a activat de-a lungul timpului în mai multe formații de muzică rock: Phoenix, Compact, Talisman, Interitus Dei, RIT și Krypton.

## Biografie
Părinții l-au îndrumat spre acordeon. Ba mai mult, la Școala de Arte Constanța a fost înscris chiar la acordeon. Dar dorința de a bate toba a fost mult mai mare. Ca și pasiunea pentru unul dintre cele mai vechi instrumente muzicale. Pentru a-i face hatârul, bunicul i-a construit din ciurul bunicii o tobă la care a descoperit primele ritmuri.
Așa a început marea pasiunea care avea să-i devină munca, hobby-ul, plăcerea, durerea, viața: toba.
În anii adolescenței, în zilele și nopțile lungi de repetiții, se construiește o echipă de tineri nebuni, cu sângele clocotind a trash, a metal, a gotic. Interitus Dei se înființează în 1993 cu Ionuț Micu la baterie. Până în 1999, când părăsește formația, Ionuț Micu participă cu Interitus Dei la o serie de concursuri și festivaluri de gen din țară.
Anul 1997 este anul în care Ionuț Micu îl întâlnește pe cel care va fi mentorul său: Ovidiu Lipan Țăndărică. Remarcat de către maestru pentru felul în care atinge tobele, John va porni pe un drum care îi va schimba viața, ca elev și prieten al celebrului toboșar de la care învață și „fură meserie”. În 1999 va participa la „Visul Toboșarului”, creația lui Ovidiu Lipan Țăndărică, alături de Corneliu Stroe, Nicolae Voiculeț, Dumitru Fărcaș, Camerata Valahica a Radioteleviziunii Române, Fanfara 10 Prăjini.
Deși este alături de Țăndărică la mai toate concertele și aparițiile publice ale acestuia, John intră în 2000 în formația Talisman cu care merge în turneul din USA din anul 2002, sărbătorind acolo "Ziua Europei". Înregistrează, de asemenea, alături de Talisman cele mai frumoase cântece de pe albumele care au înnebunit o mulțime de fani: „Pentru Ea”, „Talisman 100% Live”, „Balade”. În această perioadă îi cunoaște și leagă prietenii cu Cristi Gram, Puiu Mircea și mulți alții.
În 2004 ajunge să-și vadă visul împlinit, cântând pe scenă alături de Nicu Covaci, fiind toboșar invitat al longevivei formații Phoenix în turneul din Spania. Acesta este începutul unei relații frumoase cu Nicu Covaci, care îl va chema deseori la formație. După despărțirea de Talisman, în 2006 va bate într-o altă binecunoscută formație: Krypton, cu care înregistrează maxi-singleul „Mă prefac în ploi”, alături de Tony Șeicărescu – voce și Eugen Mihăiescu – chitară. Totodată, participă la mai multe concerte Phoenix din țară.
Anul 2007 îi aduce o nouă colaborare, fiind invitat de trupa DANGER să particip la o serie de concerte în țară și în Danemarca (The Rock Club, Copenhaga).
În 2007, este invitat la baterie de către membrii formației Compact, pentru un turneu de 70 de concerte în țară și două concerte în Cipru. În această perioadă, participă și la concertele organizate de Ovidiu Lipan Țăndărică și ca invitat în concertele Phoenix.
Din 2008 până în 2012, participă, alături de Ovidiu Lipan Țăndărică, la multe concerte organizate de acesta cu Fanfara 10 Prăjini și Stelu Enache. Încearcă, pentru o scurtă perioadă de timp, să dezvolte o echipă alături de Puiu Mircea, Recover Band, cu care va cânta în mai multe cluburi din țară o serie de coveruri. În același timp, are și o activitate susținută în studio, unde imprimă pentru mai multe formații.
În 2009, participă alături de prietenul și colegul lui, Cristi Gram, la proiectul acestuia State of Mind. În decembrie 2012, Nicu Covaci îl cheamă în Phoenix ca toboșar, devenind membru cu drepturi depline Phoenix. În toamna anului 2013, Ionuț înregistrează un nou album în studio, alături de celebrul violoncelist Adrian Naidin, un melanj de ritmuri arhaice românești, violoncel și tobă. Titlul albumului se pare că va fi Tari ca piatra. În același an (2013) devine administrator al firmei S.C. Delta Music Management S.R.L., firmă ce se ocupă de organizarea de evenimente cultural-artistice, prin această firmă derulându-se programul Delta Musicschool, program susținut de Inspectoratul Școlar Județean Constanța, având ca scop educația muzicală extrașcolară a celor mici și derularea unor proiecte de colaborare pe termen scurt, mediu și lung. Începând cu vara anului 2017 și până în prezent devine membru cu drepturi depline al legendarei trupe românești Compact.

## Discografie
Cu Interitus Dei (1993–1999):
- In the Search of the Dead God (1995)
- Lonely White Idols (1997)

Cu Talisman (2000–2003):
- Pentru ea (2001)
- Live: Cele mai mari hit-uri 1996–2002 (2002)
- Balade (2003)

Cu Trupa:
- Urc și cobor (2004, EP)

Cu Cristi Gram:
- State of Mind (2009)

Cu Phoenix (2012–2014):
- Back to the Future... (2008)
- Asgard (2014, maxi-single)

Cu Krypton (2005–2006):
- Mă prefac în ploi (2006, single)

Cu Trupa Coco:
- Învingător (2014)

Cu RIT:
- Barbu Lăutaru (2016, maxi-single)
- Piaza rea (2018)

Cu Compact (2017–prezent):
- Doare al naibii de tare (2018, single)

Cu Adrian Naidin:
- Povestea florii soarelui – Colinde (2021)

## Echipamente
- baterie: Mapex Black Panther Velvetone
- cinele: Turkish Cymballs
- bețe: Vincent
- fețe de tobă: Evans
- hardware: Gibraltar Hardware
- drum cases: Hardcase Drum Cases
- monitorizare in-ear: Fischer Amp In ear 2